# Daniel Friedrich Wanzlick
Daniel Friedrich Wanzlick (* 15. Februar 1819 in Rixdorf; † 19. Juni 1877 ebenda) war ein Kommunalpolitiker.

## Leben
Wanzlick hatte bis 11. Juni 1873 das Amt des Dorfvorstehers (Dorfschulze) inne und kümmerte sich in dieser Funktion beispielsweise um die Abgaben an den Gutsherrn in Böhmisch-Rixdorf. Wanzlick ist damit der letzte böhmische Nachfahre als Schulze im Ort.
Die Familie Wanzlick bewohnte nachweislich bereits seit 1822 das Haus in der Richardstraße 87. Nach der riesigen Brandkatastrophe von 1849 wurden viele Häuser und auch das der Wanzlicks in Deutsch-Rixdorf und Böhmisch-Rixdorf zerstört. 1852 begann der Politiker einen Neubau in der Berliner Straße 10 (heute Karl-Marx-Straße).
Seine Grabstätte befindet sich auf dem Böhmisch-Rixdorfer Friedhof in Neukölln am Karl-Marx-Platz.

## Ehrungen
- Wanzlickstraße (vor 1877 bis zum 7. Januar 1928, heute Flughafenstraße bzw. Columbiadamm)[1]
- Wanzlikpfad[2]